# Cumulus humilis
Cumulus humilis (Cu hum) (łac. humilis – niski, płaski, mały) – chmury kłębiaste o małej rozciągłości pionowej i spłaszczonym kształcie. Posiadają mniej lub bardziej regularną płaską podstawę i kopulasty wierzchołek. Ze względu na niewielką grubość nigdy nie wytwarzają opadów. Występują w sytuacji zalegania wyżu. Nazywane są "chmurami pięknej pogody".
Jeżeli chmury gatunku Cumulus humilis występują same lub wraz z chmurami Cumulus fractus, ale nie chmurami złej pogody, to stosuje się symbol liczby klucza CL= 1: 